# Estação Ferroviária de Leça do Balio
A estação ferroviária de Leça do Balio (palavra por vezes incorretamente grafada pelo operador como "Bálio":141] e também como "Bàlio") é uma interface ferroviária da Linha de Leixões, que serve a freguesia de Leça do Balio, no Município de Matosinhos, em Portugal. Faz parte desde o princípio do troço entre Leixões e Contumil, que entrou ao serviço em 18 de Setembro de 1938. Ainda que integrada numa linha maioritariamente vocacionada para transporte de mercadorias, esta interface fez serviço de passageiros em 1938-1987, em 2009-2011, tendo sido, neste período, estação terminal do serviço que a ligava à Linha do Minho em Ermesinde, e desde 2025, sendo novamente estação terminal do serviço, ligando desta vez à Linha do Minho em Contumil.

## Descrição

### Localização e acessos
Esta estação tem acesso pela Avenida Dr. Ezequiel Campos, distando menos de meio quilómetro do centro de Gondival (EBJI), no concelho de Matosinhos.

### Infraestrutura
O edifício de passageiros situa-se do lado poente da via (lado esquerdo do sentido ascendente, para Leixões). Esta interface apresenta quatro vias de circulação, designadas como I, II+A2, IA, e I+IA, com comprimentos entre 357 e 139 m, acessíveis por plataforma de 124 m de comprimento e 70 cm de altura; existem ainda duas vias secundárias, identificadas como III e IV, com comprimentos respetivos de 151 e 100 m, das quais a primeira se encontra eletrificada.

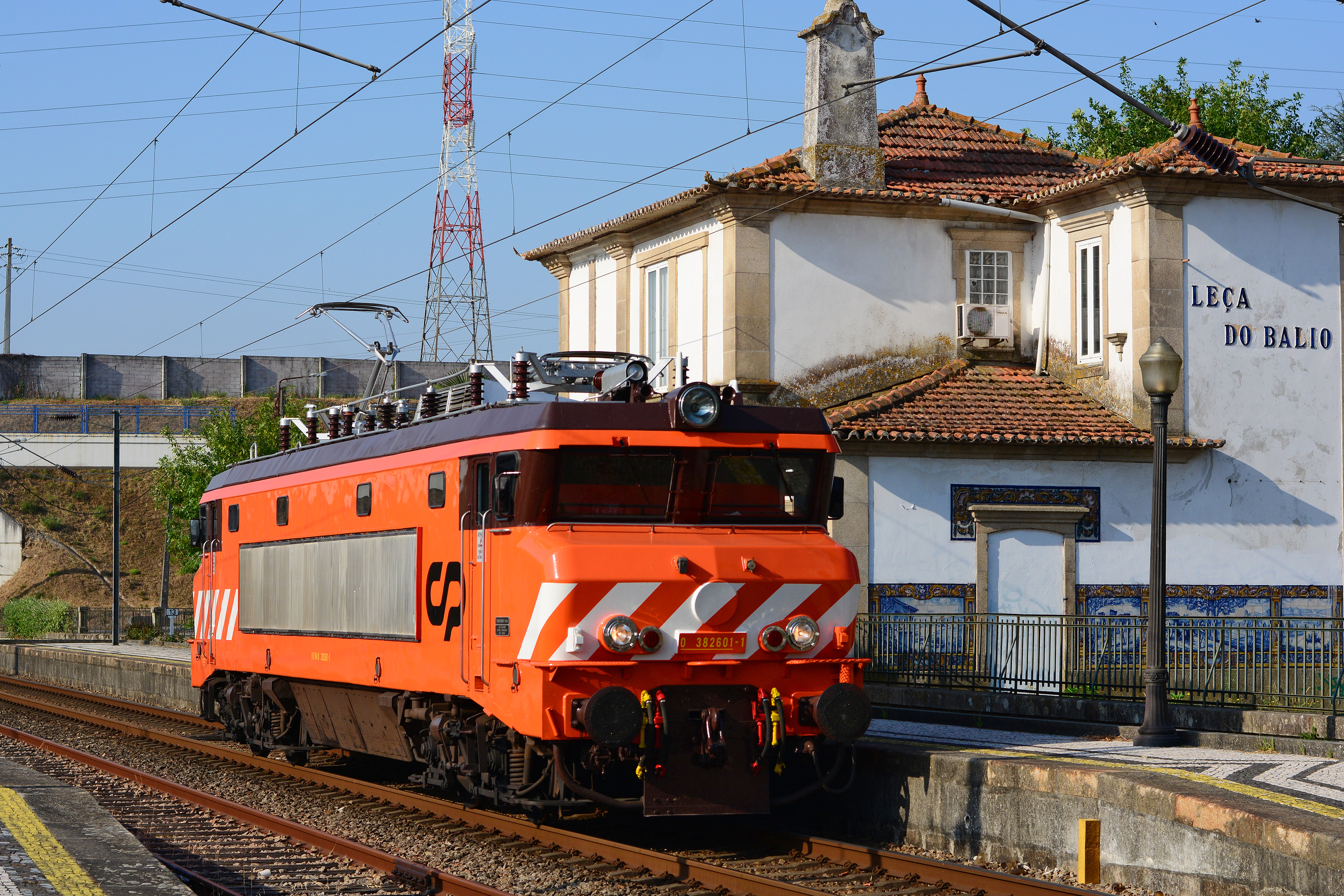
Edifício de passageiros em 2020, vislumbrando-se os painéis azulejares.

Nominalmente adstrito a esta estação e classificado como Ramal Particular, o Ramal Leça do Balio Petroquímica (cód. 109; dep. 21097) inseria-se na rede ferroviária ao PK 14+452 (ou seja, mais próximo do apeadeiro de Custió-Araújo),
gerido pela Petibol e com tipologia «Linhas de Carga/Desc. Privado»; elencado em documentos oficiais até 2022, deixa de figurar junto com ramais análogos no ano seguinte.

#### Azulejos
A edifício de passageiros desta estação foi decorado com painéis de azulejos policromados retratando cenas de temática campestre. O artista responsável foi Leopoldo Battistini, que utilizou azulejos e enquadramentos muito recortados no estilo barroco, produzidos pela Fábrica Constância, de Lisboa, de que era diretor artístico.

## História

### Planeamento e construção
Em 1931, o empresário Waldemar Jara d’Orey conseguiu, por concurso público de 27 de janeiro, a empreitada de construção da Linha de Cintura do Porto, incluindo a via férrea de Contumil e Leixões, e a construção de todas as estações e apeadeiros, incluindo a de Leça do Balio. O conjunto desta estação incluía, entre outras infra-estruturas, as vias, vedações, as plataformas, a calçada à portuguesa, e uma estrada de acesso. Também deveria ficar desde logo ligada à rede telefónica, para comunicar com as restantes estações da linha. Em finais de 1933, estavam quase terminadas as obras de uma casa de pessoal em Leça do Balio.
Na reunião de janeiro de 1934 da Comissão Administrativa do Fundo Especial de Caminhos de Ferro, foi aprovada a instalação de painéis de azulejos nos exteriores das estações de Leça do Balio e de São Mamede de Infesta.
Em 1937, o Ministério das Obras Públicas e Comunicações contratou com a empresa de José Maria dos Santos & Santos para a realização da empreitada n.º 9 da Linha de Cintura do Porto, correspondente à instalação de iluminação eléctrica em várias estações desta linha, incluindo a de Leça do Balio.
Um diploma publicado pelo Ministério das Obras Públicas no Diário do Governo n.º 183, II Série, de 9 de agosto de 1938, informou que já tinha sido recebido o auto de recepção definitiva da empreitada n.º 9 da Linha de Cintura do Porto, relativa à instalação da iluminação eléctrica em várias estações da linha, incluindo Leça do Balio, pela empresa José Maria dos Santos & Santos.

### Entrada ao serviço
O troço entre Contumil e Leixões foi aberto à exploração no dia 18 de setembro de 1938.

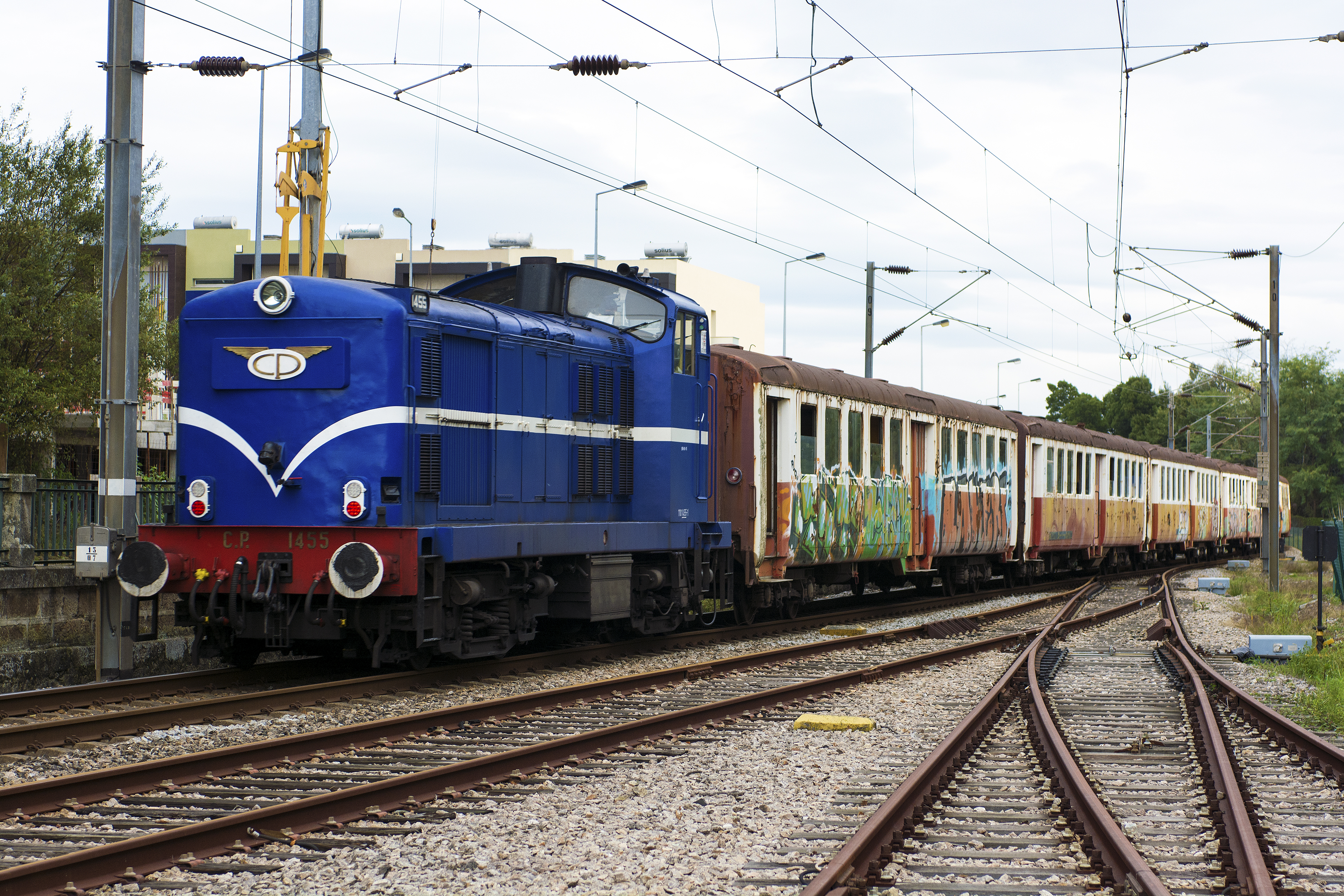
Carruagens degradadas, rumo à sua recuperação, circulando em Leça do Balio em 2019, vendo-se os desvios para as vias secundárias.

No XIII Concurso das Estações Floridas, organizado em 1954 pela Companhia dos Caminhos de Ferro Portugueses e pela Repartição de Turismo do Secretariado Nacional de Informação, a estação de Leça do Balio recebeu um diploma de menção honrosa especial.
Em 1987 esta interface deixou de operar para serviço de passageiros, dada a suspensão deste em toda a Linha de Leixões.

### Século XXI
Em 2010, apresentava duas vias de circulação, com 352 e 346 m de comprimento; as duas plataformas tinham ambas 70 m de extensão e 70 cm de altura — valores mais tarde alterados para os atuais.
O serviço de passageiros foi retomado em 22 de maio de 2009, ficando esta interface como terminal provisório da efémera “Linha Roxa” da USGP que a ligava à Linha do Minho em Contumil. Todos os comboios de passageiros na Linha de Leixões foram suspensos pela operadora Comboios de Portugal no dia 1 de fevereiro de 2011, por alegada reduzida procura.
A 9 de fevereiro de 2025 o serviço de passageiros foi novamente retomado, tendo como término este interface.